# أدريانو
أدريانو ليت ريبيرو (بالبرتغالية: Adriano Leite Ribeiro)، من مواليد 17 فبراير 1982 في ريو دي جانيرو في البرازيل، وهو لاعب كرة قدم برازيلي لعب لعدة اندية اشهرها انترميلان الإيطالي وروما الإيطالي.
بدأ أدريانو مسيرته الكروية مع نادي فلامنغو في موسم 2000/2001، ولعب معهم 46 مباراة وسجل 44 هدف، وفي عام 2001 انتقل إلى نادي إنتر ميلان الإيطالي، وأعير بعدها إلى نادي فيورنتينا في عام 2002، وبعدها أعير إلى نادي بارما لمدة موسمين، وفي عام 2004 تم اختياره من قائمة أفضل 125 لاعب حي لبيليه واحرز المركز 102 ومنذ عام 2004 وهو يلعب مع نادي إنتر ميلان وقد اعير في ديسمبر 2007 إلى نادي ساو باولو لمدة ستة أشهر بسبب هبوط مستواه مع ناديه الإيطالي ولكنه عاد في يوليو 2008 إلى ناديه إنتر ميلان
و قد شارك أدريانو مع منتخب البرازيل لكرة القدم في 52 مباراة دولية وسجل فيها 44 هدف، وقد ساعد المنتخب على الفوز بكوبا أميركا في عام 2004 توج هدافا لتلك البطولة برصيد 7 أهداف، وقد ساعدهم أيضا في الفوز بكأس القارات لكرة القدم وقد توج الهداف أيضا برصيد 7 أهداف، وقد شارك في كأس العالم لكرة القدم 2006، ولكنه لم يحقق النجاح المطلوب.
و ادريانو كان من الممكن ان يستلم جائزة أفضل لاعب في العالم لو فاز نادي انترميلان بدوري ابطال اووربا.
ويذكر ان اللاعب ادريانو قد صفع اللاعب فالديفيا واسقطه على الأرض.
وقد كان اللاعب ادريانو أفضل لاعب في البرازيل عام2007 م و2005 م وقد كان اللاعب ادريانو والحارس روجيريو سيني يتنافسان على أفضل لاعب في البرزيل.
وفي عام 2009 م قدموا انديه مانشيستر يونايتد وتشلسي وتوتينهام بضمه إلى انديتهم ورفض ذلك قائل لن اترك النادي حتا يرموني خارجه.
ويذكر ان اللاعب ادريانو قد سجل الرقم القايسي بعدد المرات التي سجل الأهداف بيده، وبعد أن عانى ادريانو من مشكلة الإحباط في إيطاليا قرر عدم اللعب مرة أخرى في إيطاليا والعودة إلى البرازيل وقد قام نادي انتر ميلان بفسخ عقده وانضم إلى نادي فلامنغو الذي لعب له منذ ان كان ناشئاً فيه وقام باللعب مع النادي لمدة عام.
وفي يوم 8 يونيو 2010، أعلن نادي روما الإيطالي أن أدريانو قد وقع عقدا لمدة ثلاث سنوات مع النادي، اعتبارا من يوم 1 يوليو. وسوف يحصل على الراتب السنوي الإجمالي لــ € 5M. مرتديا القميص رقم 8 .
وفي وسط موسم 2011 أعلن المهاجم البرازيلي أدريانو قراره بترك نادي روما والعودة إلى ناديه السابق فلامنجو الصيف المقبل.
وقال أدريانو في تصريحات أبرزتها مجلة «كالتشيو إيطاليا» إنه سيعود إلى بلده في يونيو المقبل، مضيفاً للمشجعين «يمكنكم انتظاري في المطار حينها».
وانضم اللاعب الدولي البالغ من العمر 28 عاما إلى روما قادما من فلامنجو منذ ستة أشهر فقط، بعد مساعدة ناديه البرازيلي على الفوز بلقب الدوري الممتاز.
وعاد أدريانو إلى إيطاليا ليثبت قدرته من جديد على اللعب في الكالتشيو عقب رحيله من إنتر ميلان في أعقاب أزمات عديدة تسبب فيها عدم انضباطه.
ولكنه لم يبدأ سوى مباراتين فقط لصالح روما هذا الموسم، ليقرر العودة خاصة مع اهتمام فلامنجو الكبير بخدماته.
وأوضح «من المحزن حقا أنني تركت كل هذا (في فلامنجو) من أجل العودة إلى إيطاليا».
رسمياً الإمبراطور ادريانو وقع عقد مع كورينثيانز البرازيلي: تعاقد نادي كورينثيانز البرازيلي لكرة القدم مع المهاجم البرازيلي أدريانو
الذي فسخ عقده مع نادي روما الإيطالي في وقت سابق من آذار/مارس الجاري حسب ما ذكرته وسائل الإعلام البرازيلية يوم الجمعة.
وذكرت مصادر أن أدريانو وقّع الليلة الماضية عقداً مع كورينثيانز ويستمر حتى كانون الأول/ديسمبر 2012
بعد محادثات مع أندريس سانشيز رئيس النادي البرازيلي، وذلك في مدينة ريو دي جانيرو.
ويتضمن العقد بنود تقضي بفرض غرامات مالية كبيرة على اللاعب وفسخ العقد في حالة اتباعه أي سلوك غير انضباطي.
وبالنسبة لترشيحه لجائزه أفضل لاعب بالعالم فقد تم ترشيحه ثلاث مرات متتالية في الأعوام 2004 و2005 2006 وقد وصل إلى المركز الرابع عام 2005
وحصل ادريانو على لقب هداف الدوري الإيطالي مع فريقه انتر ميلان عن 49 في 35 مباراه..
لكن عودته إلى البرازيل لم تكون لصالحه حيث أعلن افلاسه هناك وأدمن على تعاطي المخدرات واصبح يتاجر في المخدرات إلى ان القي القبض عليه من قبل قسم الشرطة في مدينة ريو دي جانيرو بتهمة الاتجار بالمخدرات وغسيل الاموال وبعض من الجرائم الأخرى وعاد إلى الفقر المدقع من جديد حيث ولد هناك على الفقر.

## روابط خارجية
- أدريانو على موقع الاتحاد الدولي (مؤرشف)  (الإنجليزية)
- أدريانو على موقع الاتحاد الأوربي (الإنجليزية)
- أدريانو على موقع إي إس بي إن إف سي (الإنجليزية)
- أدريانو على موقع قاعدة بيانات كرة القدم.إي يو (الإنجليزية)
- أدريانو على موقع بيانات كرة القدم. دي إي (الألمانية)
- أدريانو على موقع ليكيب (الفرنسية)
- أدريانو على موقع ناشيونال فوتبول تيمز (الإنجليزية)
- أدريانو على موقع Soccerbase.com (لاعب) (الإنجليزية)
- أدريانو على موقع Soccerway.com (الإنجليزية)
- أدريانو على موقع عالم كرة القدم.نت (الإنجليزية)